# György Kozmann
György Kozmann (ur. 23 marca 1978 w Szekszárdzie) – węgierski kajakarz, brązowy medalista olimpijski, pięciokrotny mistrz świata.
Brązowy medalista igrzysk olimpijskich w Pekinie w 2008 roku w konkurencji C-2 (razem z Tamás Kissem) na dystansie 1 000 m. Jest jedenastokrotnym medalistką mistrzostw świata w konkurencji kajaków, w tym pięciokrotnym mistrzem. 

## Odznaczenia
- Krzyż Kawalerski Orderu Zasługi Republiki Węgierskiej – 2008[2]